# 폭스 방송
폭스 방송(영어: Fox Broadcasting Company 폭스 브로드캐스팅 컴퍼니[*])은 미국의 텔레비전 방송사이다. 1986년 10월 9일 텔레비전 방송을 시작하였다.

## 방송 프로그램

### 프로그램
- 심슨가족
- 24
- 프리즌 브레이크
- 아메리칸 아이돌
- MADtv
- 패밀리 가이
- 퓨쳐라마
- 하우스
- 프린지
- 본즈
- 글리
- 뉴 걸
- 리썰 웨폰
- 빼꼼
- 해피 트리 프렌즈

## 지역 방송사 목록
(주 이름, 도시 및 권역명 가나다순으로 서술)

(채널번호는 디지털TV의 채널번호로 작성)
(굵은 글씨는 직할운영국)
| 주             | DMA | 도시 및 권역          | 호출부호 | 물리채널 | 가상채널 |
| -------------- | --- | --------------------- | -------- | -------- | -------- |
| 뉴욕주         | 1   | 뉴욕                  | WNYW     | 44       | 5.1      |
| 미시간주       | 11  | 디트로이트            | WJBK-TV  | 7        | 2.1      |
| 미시시피주     | 184 | 그린우드-그린빌       | WABG-TV  | 32       | 6.2      |
| 애리조나주     | 13  | 피닉스                | KSAZ-TV  | 10       | 10.1     |
| 오리건주       | 22  | 포틀랜드              | KPTV     | 12       | 12.1     |
| 캘리포니아주   | 2   | 로스앤젤레스          | KTTV     | 11       | 11.1     |
| 펜실베이니아주 | 4   | 필라델피아            | WTXF-TV  | 29       | 29.1     |
| 테네시주       | 47  | 멤피스                | WHBQ-TV  | 13       | 13.1     |
| 텍사스주       | 5   | 댈러스-포트워스       | KDFW-TV  | 4        | 4.1      |
| 텍사스주       | 10  | 휴스턴                | KRIV     | 26       | 26.1     |
| 플로리다주     | 17  | 마이애미-포트로더데일 | WSVN     | 7        | 7.1      |
| 플로리다주     | 14  | 탬파-세인트피터즈버그 | WTVT     | 13       | 13.1     |
| 유타주         | 33  | 솔트레이크시티        | KSTU-TV  | 13       | 13.1     |
| 루이지애나주   | 121 | 라피엣                | KADN-TV  | 15       | 15.1     |

## 같이 보기
- 루퍼트 머독
- 폭스 뉴스 채널